# حشره‌شناسی قانونی

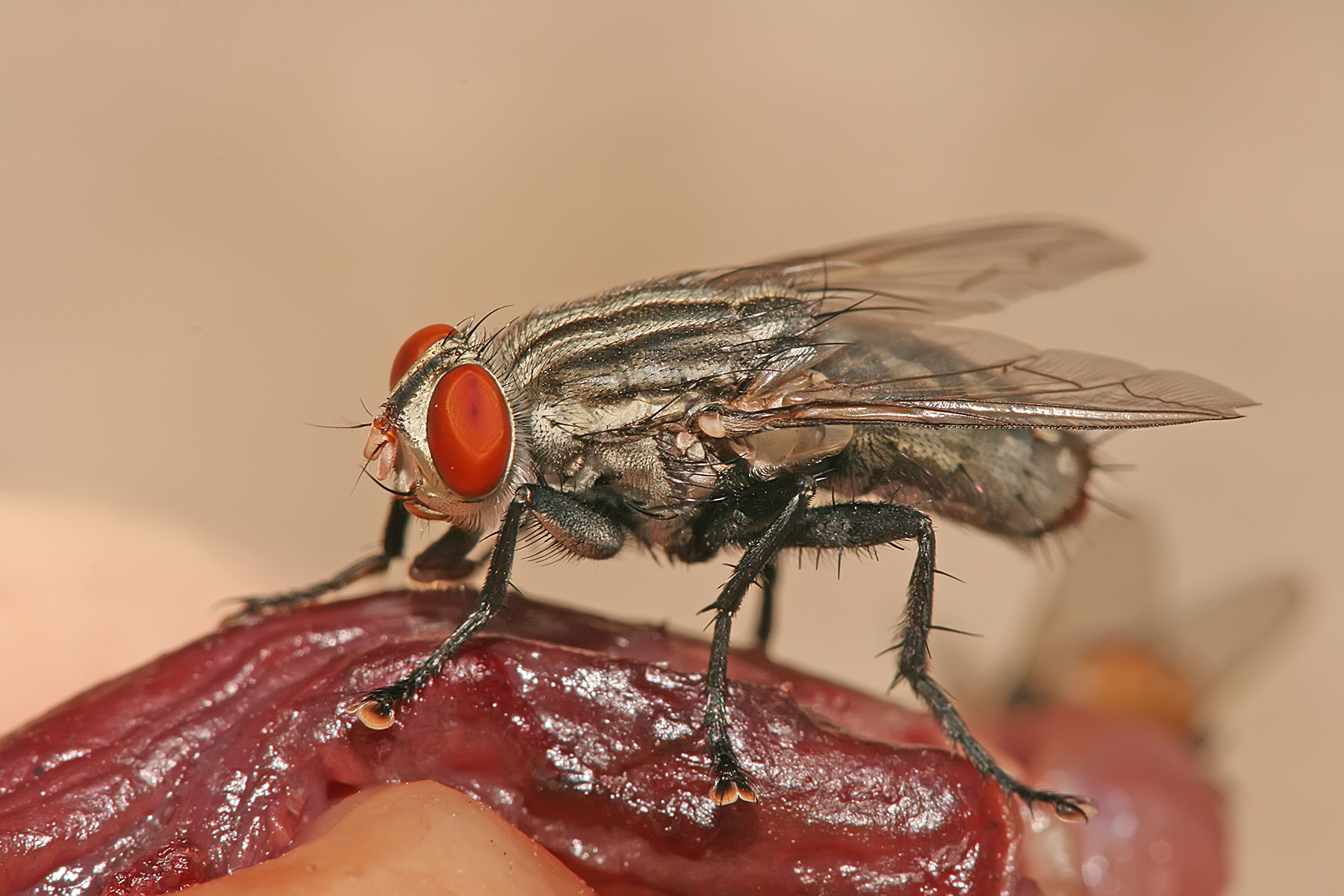
مگس گوشت بر روی تکه‌ای از گوشت در حال تجزیه

حشره‌شناسی قانونی (به انگلیسی: Forensic entomology) مطالعه علمی کلنی جسد مرده توسط بندپایان است. این موضوع شامل مطالعه انواع حشرات است که معمولاً با جسد مرتبط هستند، چرخه زندگی مربوط به آنها، حضور بوم‌شناختی آنها در یک محیط معین، و همچنین تغییرها در مجموعه حشرات با پیشرفت تجزیه. الگوهای جانشینی حشرات بر اساس زمانی که یک گونه معین از حشره در یک مرحله رشدی معین سپری می‌کند و چند نسل از زمان معرفی حشرات به یک منبع غذایی مشخص تولید شده‌است، شناسایی می‌شود. رشد حشرات در کنار داده‌های محیطی مانند دما و تراکم بخار، می‌تواند برای برآورد زمان پس از مرگ مورد استفاده قرار گیرد، زیرا حشرات پروازگر بلافاصله پس از مرگ به بدن جذب می‌شوند. شناسایی فاصله زمانی پس از مرگ برای کمک به تحقیقات مرگ، حوزه اصلی این رشته علمی است. با این حال، حشره‌شناسی پزشکی قانونی به قتل محدود نمی‌شود، بلکه در موارد غفلت و سوء استفاده، در زمینه‌های سم‌شناسی برای تشخیص وجود مواد مخدر، و در حوادث آلودگی مواد غذایی قفسه‌های خشک استفاده شده‌است. به همین ترتیب، مجموعه‌های حشرات موجود بر روی بدن را می‌توان برای تقریب یک مکان معین استفاده کرد، زیرا حشرات خاص ممکن است در مناطق خاصی منحصر به فرد باشند. بنابراین، حشره‌شناسی پزشکی قانونی را می‌توان به سه زیرشاخه تقسیم کرد: حشره‌شناسی قانونی، محصول انبارشده و حشره‌شناسی پزشکی- حقوقی/پزشکی جنایی.
حشره‌شناسی قانونی (به انگلیسی: Forensic entomology) مطالعه علمی کلنی جسد مرده توسط بندپایان است. این موضوع شامل مطالعه انواع حشرات است که معمولاً با جسد مرتبط هستند، چرخه زندگی مربوط به آنها، حضور بوم‌شناختی آنها در یک محیط معین، و همچنین تغییرها در مجموعه حشرات با پیشرفت تجزیه. الگوهای جانشینی حشرات بر اساس زمانی که یک گونه معین از حشره در یک مرحله رشدی معین سپری می‌کند و چند نسل از زمان معرفی حشرات به یک منبع غذایی مشخص تولید شده‌است، شناسایی می‌شود. رشد حشرات در کنار داده‌های محیطی مانند دما و تراکم بخار، می‌تواند برای برآورد زمان پس از مرگ مورد استفاده قرار گیرد، زیرا حشرات پروازگر بلافاصله پس از مرگ به بدن جذب می‌شوند. شناسایی فاصله زمانی پس از مرگ برای کمک به تحقیقات مرگ، حوزه اصلی این رشته علمی است. با این حال، حشره‌شناسی پزشکی قانونی به قتل محدود نمی‌شود، بلکه در موارد غفلت و سوء استفاده، در زمینه‌های سم‌شناسی برای تشخیص وجود مواد مخدر، و در حوادث آلودگی مواد غذایی قفسه‌های خشک استفاده شده‌است. به همین ترتیب، مجموعه‌های حشرات موجود بر روی بدن را می‌توان برای تقریب یک مکان معین استفاده کرد، زیرا حشرات خاص ممکن است در مناطق خاصی منحصر به فرد باشند. بنابراین، حشره‌شناسی پزشکی قانونی را می‌توان به سه زیرشاخه تقسیم کرد: حشره‌شناسی قانونی، محصول انبارشده و حشره‌شناسی پزشکی- حقوقی/پزشکی جنایی.